# Nathan Trantraal
 (mars 2019).
Nathan Trantraal, né en 1983 au Cap, est un poète et un auteur de bandes dessinées sud-africain.

## Biographique
Nathan Trantraal, né en 1983 au Cap est un poète, journaliste et traducteur sud-africain de langue afrikaans. Avec son frère André Trantraal, il est également illustrateur et scénariste de bandes dessinées et de romans graphiques en afrikaans et en anglais. Leurs œuvres, publiées en Afrique du Sud, ont été exposées à Amsterdam et Hambourg. Elles décrivent la vie des enfants qui vivent dans les Cape Flats, les banlieues pauvres du Cap. 
Nathan Trantraal collabore régulièrement à l'hebdomadaire Rapport, au quotidien Beeld et au site d'information en ligne Media24. Un choix de ses chroniques a été publié en 2018 sous le titre Wit issie 'n colour nie (Le blanc n'est pas une couleur) chez Kwela, au Cap. L'ouvrage aborde, souvent avec humour, les questions relatives à l'identité, à la politique et à la culture des Cape Flats dans l'Afrique du Sud d'après l'apartheid.
Il a été invité à plusieurs reprises au Woordfees, festival de littérature, théâtre et musique qui a lieu chaque année à Stellenbosch, et au Festival afrikaans d'Amsterdam.
Il vit à Makhanda, en Afrique du Sud, avec sa femme, la poétesse Ronelda Kamfer, et leur fille. Titulaire d'un master en écriture créative de l'université Rhodes de Grahamstown en 2019, il anime des ateliers d'écriture dans cette même université.

## Poésie
Nathan Trantraal écrit en kaaps (ou afrikaans du Cap, parfois aussi appelé afrikaaps), parlé majoritairement par les « métis » des classes populaires du Cap, qu’il revendique comme une langue à part entière. Cette variante se distingue de l’afrikaans « standard », dont la norme a été fixée par les Afrikaners blancs, et diffère de ce dernier par sa prononciation, sa syntaxe, son vocabulaire (termes spécifiques et emprunts à l’anglais) et son orthographe.
Nathan Trantraal a publié trois recueils de poésie :
- 2015 : Chokers en Survivors, Kwela, Le Cap
- 2017 : Alles het niet kom wôd, Van Schaik, Pretoria[6]
- 2020 : Oolog, Kwela, Le Cap[7]

Son recueil Chokers en Survivors ainsi que certains de ses poèmes ont été traduits en français et en anglais.

## Bandes dessinées et romans graphiques
En collaboration avec son frère André Trantraal :
- 2003 : Urban Tribe, paru dans le quotidien Cape Argus
- 2008 : Drome kom altyd andersom uit, Tafelberg, Le Cap
- 2008 : Ruthie, paru dans l'hebdomadaire Rapport et The Richenbaums, paru dans le Cape Times et Stormkaap, Tafelberg, Le Cap.
- 2010 : Coloureds, Tafelberg et Jincom Publishers, Le Cap.

Ruthie et Coloureds s'inspirent de la jeunesse de leur mère à l'époque de l'apartheid.
Nathan Trantraal publie depuis 2014, en collaboration avec son frère André, Koni Benson et Ashley Marais, la série Crossroads (6 volumes parus à ce jour) aux éditions Isotrope Media (Woodstock, Le Cap) :
- I live where I like (vol. 1)[10]
- I took out the loudhailer (vol. 2)[11]
- Imfuduso (vol. 3)[12]
- Witdoeke (vol. 4)
- The mothers of Crossroads (vol. 5)
- The women's power group (vol. 6).

La série, basée sur les travaux de l'historienne Koni Benson, relate la résistance des femmes du township de Crossroads, dans les Cape Flats, contre les expulsions forcées à l'époque de l'apartheid.
Nathan Trantraal cite parmi ses auteurs de BD favoris Joe Sacco et Jean-Marc Lelong ainsi que Hergé.

## Traductions
En 2018, Nathan Trantraal signe la traduction en kaaps du roman Long Way Down de l'auteur américain Jason Reynolds (en), qui paraît sous le titre Lang pad onnetoe aux éditions Lapa Uitgewers à Pretoria.

### Nathan Trantraal en français
- Vache enragée (titre original : Chokers en survivors), poèmes traduits de l'afrikaans (kaaps) par Pierre-Marie Finkelstein, Éditions LansKine[18], Paris 2020
- Un choix de poèmes traduits par Pierre-Marie Finkelstein est paru dans la revue Po&sie (no 153-154), Éditions Belin, Paris 2015[19]

### Traductions dans d'autres langues
Quelques poèmes de Nathan Trantraal traduits en anglais par Mike Dickman figurent dans l'anthologie de la poésie sud-africaine publiée par Denis Hirson, In the heat of shadows: South African poetry 1996-2013, Deep South, Grahamstown (Afrique du Sud), 2014.
D'autres, traduits par Alice Inggs, ont été publiés dans les revues en ligne Asymptote et Europe Now.

## Prix et distinctions
- 2014 : Prix de l'ATKV (Association pour la langue et la culture afrikaans) [23]
- 2015 : Prix Ingrid-Jonker[24] pour son recueil Chokers en Survivors.
- 2018 : Bourse d'écrivain Jan-Rabie-et-Marjorie-Wallace (Afrique du Sud) d'une valeur de 400 000 rands (25 000 euros)[25].
- 2019 : Prix sud-africain de littérature (catégorie: poésie)[réf. nécessaire]